# Recueil d'Observations sur les Jungermanniacées
Recueil d'Observations sur les Jungermanniacées (abreviado Recueil Observ. Jungerm.) es un libro con ilustraciones y descripciones botánicas que fue escrito por el político, briólogo, y botánico belga Barthélemy Charles Joseph Dumortier y publicado en el año 1835.